# Fajdformák
A fajdformák (Tetraoninae) a madarak osztályának tyúkalakúak (Galliformes) rendjébe és a fácánfélék (Phasianidae) családjába tartozó alcsalád.
A régebbi besorolások még fajdfélék (Tetraonidae) néven önálló családként tartották nyilván, de a mostani rendszerek a fácánfélék alcsaládjaként sorolják be őket.

## Rendszerezés
A alcsalád az alábbi 6 nem és 18 faj tartozik:
- Dendragapus (Elliot, 1864) – 3 faj 		
  - kék fajd (Dendragapus obscurus)
  - lucfajd vagy fenyőfajd (Dendragapus canadensis vagy Falcipennis canadensis)
  - szibériai fajd (Dendragapus falcipennis vagy Falcipennis canadensis)

- Lagopus (Brisson, 1760) – 3 faj 		
  - sarki hófajd (Lagopus lagopus)
  - alpesi hófajd (Lagopus mutus)
  - fehérfarkú hófajd (Lagopus leucurus)

- Tetrao (Linnaeus, 1758) – 4 faj 		
  - siketfajd (Tetrao urogallus)
  - rövidcsőrű siketfajd (Tetrao parvirostris)
  - nyírfajd (Tetrao tetrix vagy Lyrurus tetrix)
  - kaukázusi nyírfajd (Tetrao mlokosiewiczi vagy Lyrurus mlokosiewiczi)

- Bonasa (Stephens, 1819) – 3 faj 		
  - galléros császármadár (Bonasa umbellus)
  - császármadár (Bonasa bonasia vagy Tetrastes bonasia)
  - tibeti császármadár (Bonasa sewerzowi vagy Tetrastes sewerzowi)

- Centrocercus (Swainson, 1832 – 2 faj 		
  - ürömfajd (Centrocercus urophasianus)
  - kis ürömfajd (Centrocercus minimus)

- Tympanuchus (Gloger, 1841) – 3 faj
  - nagy prérityúk (Tympanuchus cupido)
  - kis prérityúk (Tympanuchus pallidicinctus)
  - hegyesfarkú fajd (Tympanuchus phasianellus)

## Képek

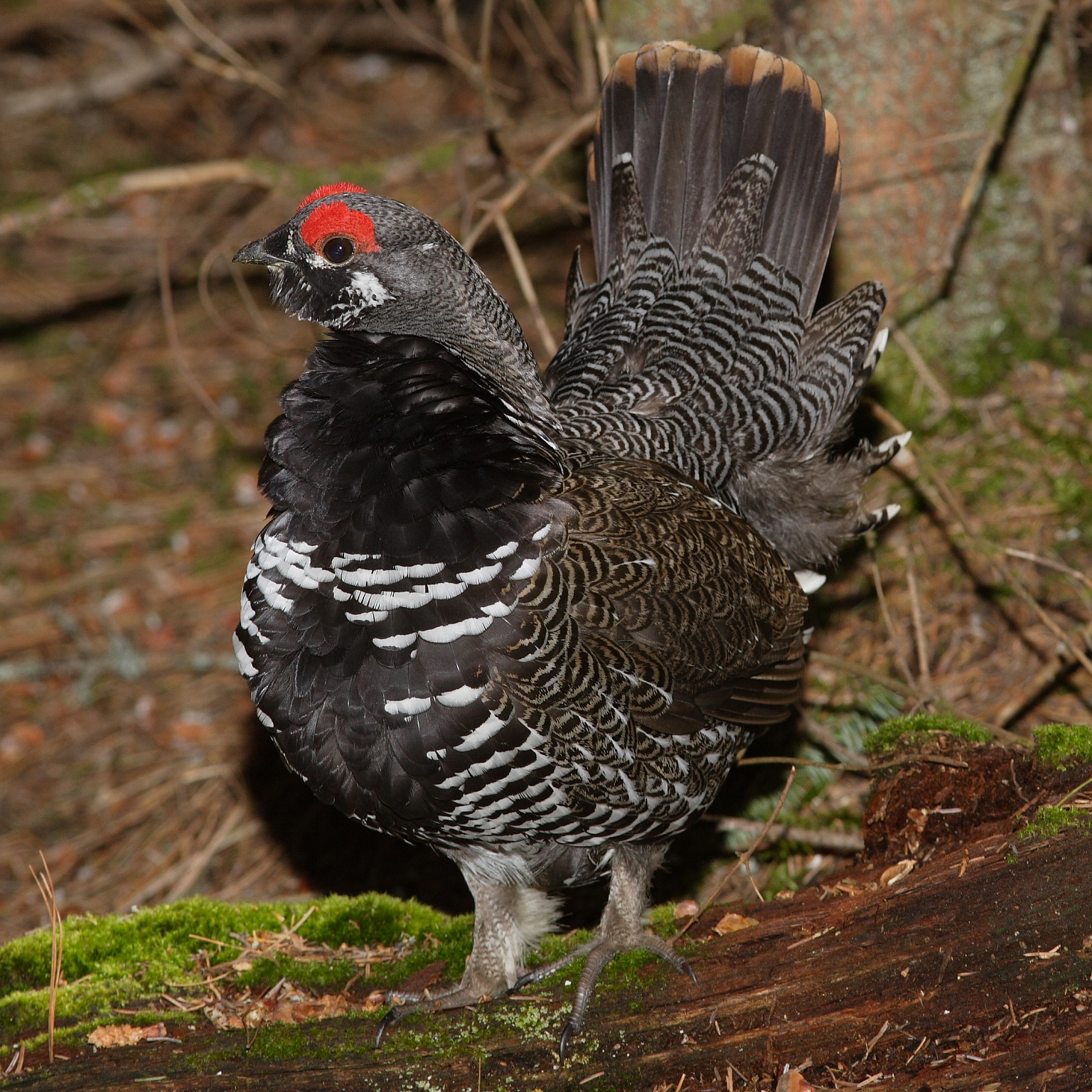
Lucfajd (Falcipennis canadensis)
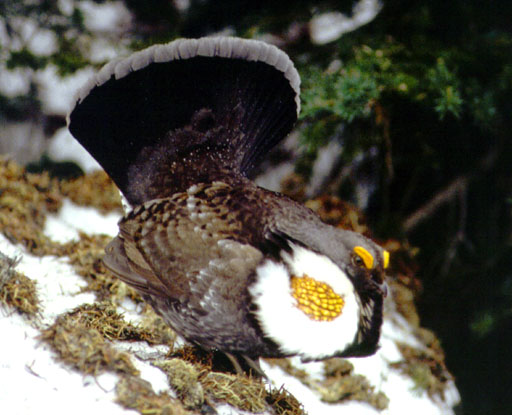
Kék fajd (Dendragapus obscurus)
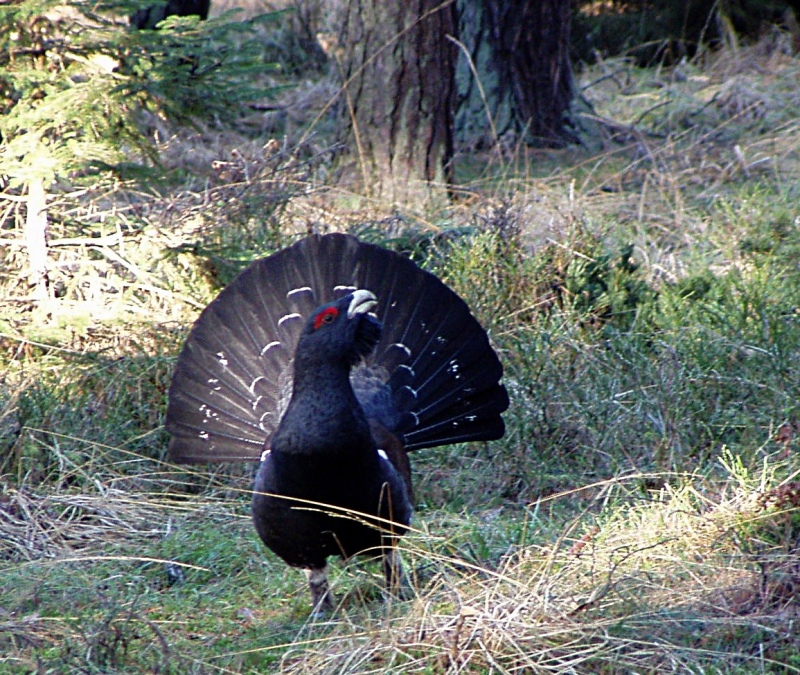
Siketfajd (Tetrao urogallus)
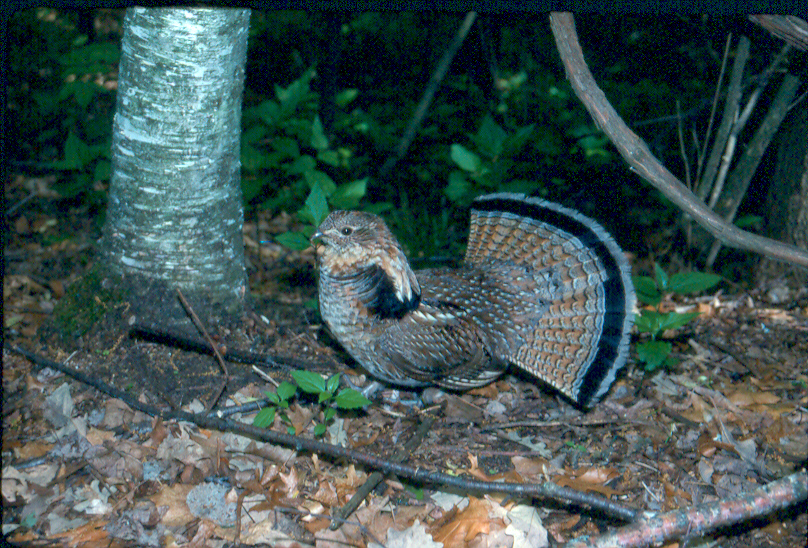
Galléros császármadár (Bonasa umbellus)
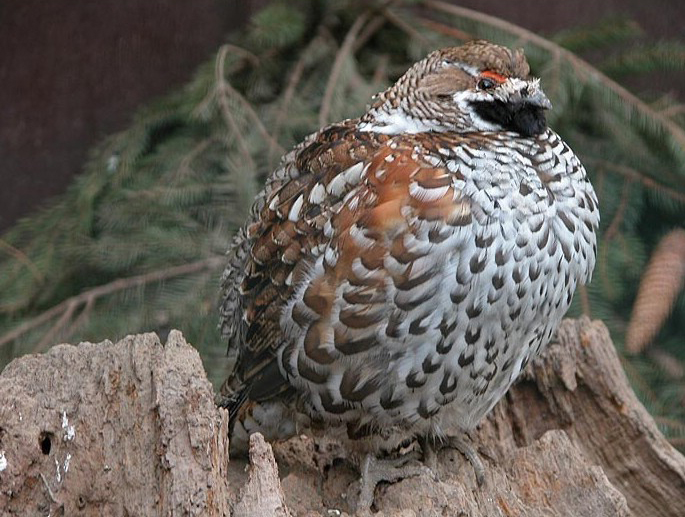
Császármadár (Tetrastes bonasia)
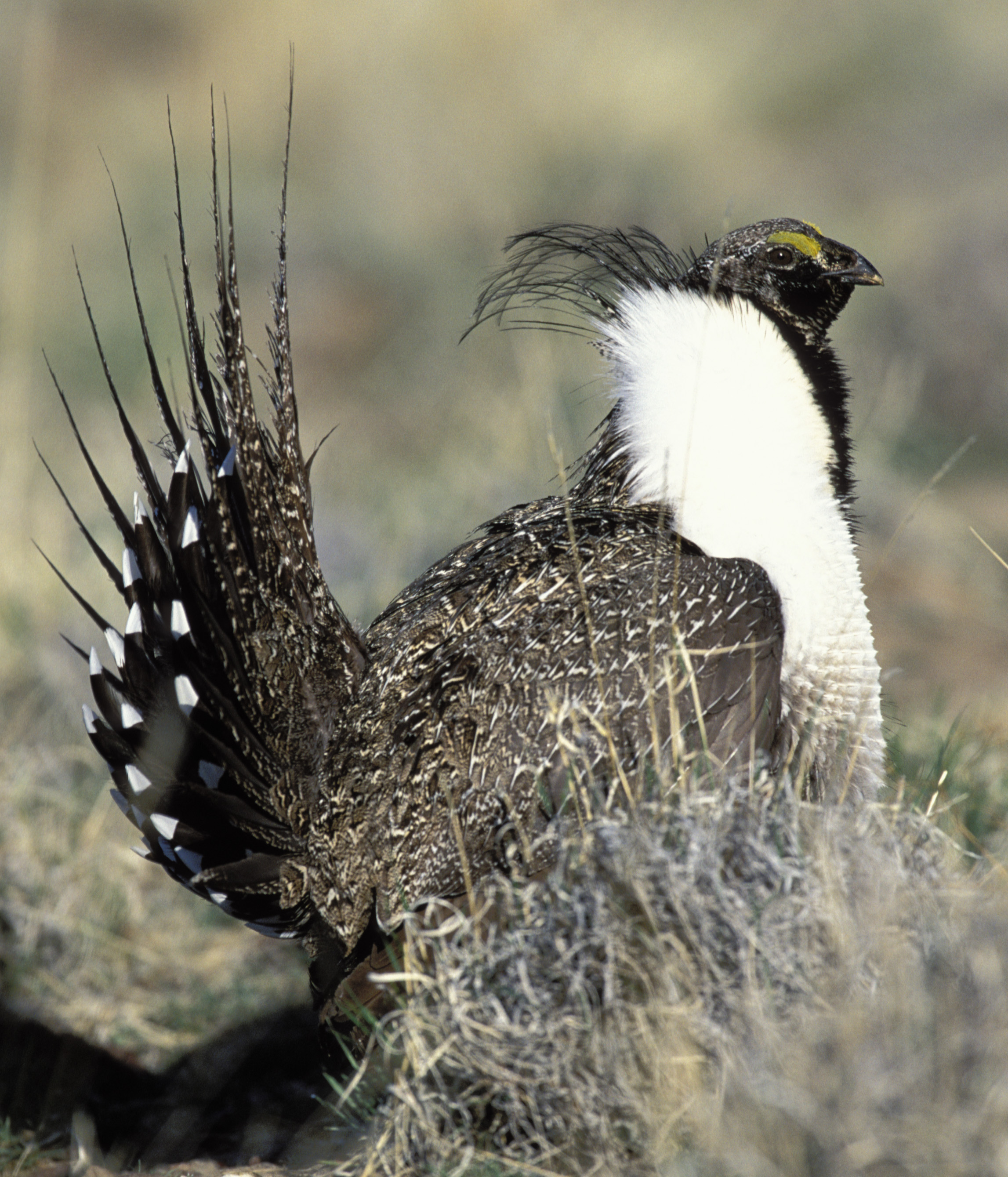
Ürömfajd (Centrocercus urophasianus)
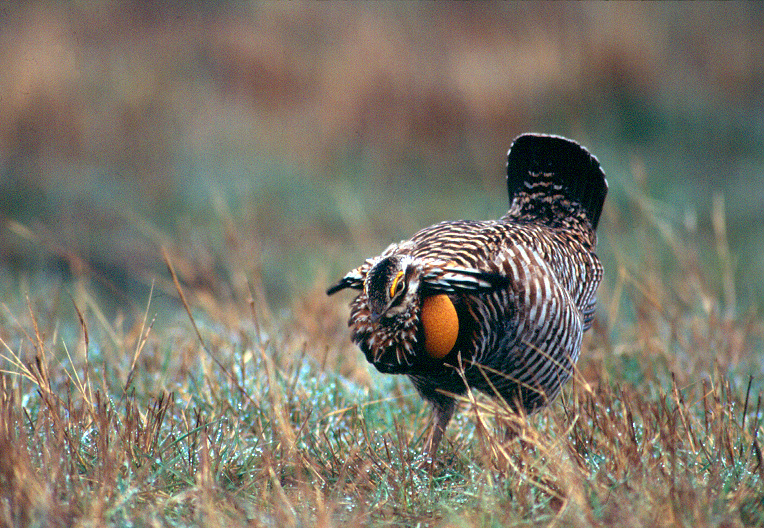
Nagy prérityúk (Tympanuchus cupido)
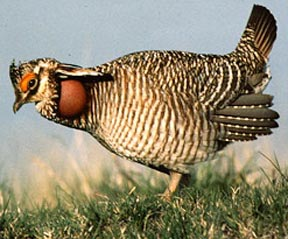
Kis prérityúk (Tympanuchus pallidicinctus)